# Larnell Cole
Larnell James Cole (Manchester, 9 marzo 1993) è un calciatore inglese, centrocampista svincolato.

## Carriera

### Club
Nella stagione 2011-2012 ha giocato 14 minuti in una partita in Coppa di Lega vinta dal Manchester Utd contro il Leeds Utd. Il 31 gennaio 2014 è stato ceduto a titolo definitivo con un contratto fino al 2017 al Fulham per 200000 euro insieme al compagno di squadra Ryan Tunnicliffe, ed il successivo 9 febbraio ha fatto il suo esordio in Premier League, giocando gli ultimi 11 minuti della partita pareggiata per 2-2 sul campo del Manchester Utd. Negli anni seguenti ha giocato in prestito in terza divisione con MK Dons e Shrewsbury Town, alternando tali prestiti a dei periodi trascorsi nella rosa del Fulham (nel frattempo retrocesso in seconda divisione), con cui non gioca però nessuna ulteriore partita ufficiale. Nella stagione 2016-2017 gioca invece in prestito all'Inverness, con cui mette a segno una rete in 21 presenze nella prima divisione scozzese. Dal 2017 al 2019 è invece in rosa al Tranmere, con cui in due stagioni gioca in tutto (inclusi i play-off di quinta divisione, categoria dalla quale conquista anche una promozione) 25 partite segnando 3 reti. Nel febbraio del 2020 si accasa al Utd of Manchester, con cui prima dell'interruzione dei campionati dovuta alla pandemia di Covid-19 gioca una partita in settima divisione. Dopo aver giocato nella medesima categoria anche con il Radcliffe FC, nell'estate del 2022 si accasa al Flint Town Utd, club della prima divisione gallese. Nel febbraio del 2023, dopo 2 gol in 17 presenze, si trasferisce in Northern Premier League (settima divisione inglese) al Warrington Town.

### Nazionale
È sceso in campo in alcune partite amichevoli con la nazionale Under-19; nel 2013 ha preso parte ai Mondiali Under-20 in Turchia, nei quali ha giocato 2 partite.

## Palmarès

### Club

#### Competizioni giovanili
- FA Youth Cup: 1

Manchester United: 2010-2011
- Professional Under-21 Development League: 1

Manchester United: 2012-2013